# 德克鎮區 (印地安納州諾克斯縣)
德克鎮區（英語：Decker Township）是位於美國印地安納州諾克斯縣的一個行政鎮區。

## 地方資料
根據2010年美國人口普查的數據，德克鎮區的面積為120.30平方千米，當中陸地面積為114.90平方千米，而水域面積為5.40平方千米。當地共有人口227人，而人口密度為每平方千米1.89人。